# プロッセルスハイム
プロッセルスハイム (ドイツ語: Prosselsheim) はドイツ連邦共和国バイエルン州ウンターフランケン地方のヴュルツブルク郡の町村（以下、本項では便宜上「町」と記述する）であり、エステンフェルト行政共同体を構成する自治体の一つである。

## 地理
プロッセルスハイムはヴュルツブルクの北東18kmに位置するヴュルツブルク地方の町である。

### 自治体の構成
この町は、公式には4つの地区 (Ort) からなる。このうち小集落や孤立農場などを除く集落を以下に列記する。
- プロッセルスハイム
- ピュッセンスハイム
- ゼーリゲンシュタット・バイ・ヴュルツブルク

## 歴史
この町に遺る入植地跡は、新石器時代のものである。プロッセルスハイムは742年に初めて文献に記録されている。903年からこの町が属していたヴュルツブルク司教領のオーバーアムトは1803年にまずバイエルン大公領に世俗化された。1805年にトスカーナ大公フェルディナンド3世のヴュルツブルク大公国に移されたが、1814年に最終的にバイエルン王国領となった。この町は1972年の郡域再編によりヴュルツブルク郡に属すこととなった。

### 人口推移
- 1970年 1,130人
- 1987年 989人
- 2000年 1,189人

2006年に人口1218人に対し21人の子供が生まれた。出生率は1000人あたり17.2人であり、バイエルン州でローキルヒェンに次いで2番目に高い数値であった。

## 行政
町長はビルギット・ベルガー (CSU) である。

## 見所
- 聖バルトロマイ教会
- アムツケラーライ（ワイン庫）バルタザール・ノイマンの設計に基づき1753年に建設された

## 経済と社会資本

### 交通
プロッセルスハイムは州道2260号線と2270号線の交差点沿いに位置している。鉄道ヴュルツブルク - バンベルク線のゼーリゲンシュタット（バイ・ヴュルツブルク）駅、その支線であるマインシュライフェン鉄道のプロッセルスハイム駅がある。

### レクリエーション施設とスポーツ施設
- 体操・スポーツサークル・プロッセルスハイム e.V. — サッカー、卓球、体操、大衆スポーツ

## 引用
1. ↑  https://www.statistikdaten.bayern.de/genesis/online?operation=result&code=12411-003r&leerzeilen=false&language=de Genesis-Online-Datenbank des Bayerischen Landesamtes für Statistik Tabelle 12411-003r Fortschreibung des Bevölkerungsstandes: Gemeinden, Stichtag (Einwohnerzahlen auf Grundlage des Zensus 2011)
2. ↑  Bayerische Landesbibliothek Online